# When Doves Cry
Singles de Prince & The Revolution
Let's Pretend We're Married
(1983) Let's Go Crazy
(1984)
When Doves Cry est une chanson du chanteur américain Prince et premier single extrait de l'album Purple Rain. Le single a été publié le 9 mai 1984 et atteignit la première position au Billboard Hot 100 le 7 juillet 1984. Le single se classa aussi à la première position au Hot R&B/Hip-Hop Songs et au Hot Dance Club Songs en 1984.

## Chanson
Selon le DVD Purple Rain, Albert Magnoli (le réalisateur) a demandé à Prince  d'écrire une chanson pour correspondre au thème d'une partie particulière du film, qui impliquait des difficultés parentales mêlées et une liaison amoureuse. Le lendemain, Prince aurait composé deux chansons, dont l'une fut When Doves Cry. Selon Per Nielsen, l'auto biographe de Prince, la chanson aurait été inspirée par sa relation avec un membre du groupe Vanity 6, Susan Moonsie.

## Structure de la chanson
Prince a écrit et composé When Doves Cry après que toutes les autres pistes de l'album Purple Rain furent terminées. En plus de la voix, il a joué tous les instruments sur ce titre. Il n'y a aucune basse sur cette chanson, ce qui est très inhabituel pour une chanson de danse. Le morceau comprenait bien une ligne de basse à l'origine mais Prince jugea la chanson alors trop classique.
Durant les concerts de la tournée Purple Rain Tour, le bassiste de Prince Brown Mark, ajouta des lignes de basse dans cette chanson et d'autres chansons sans une ligne de basse. La chanson démarre avec un solo de guitare et d'une boîte à rythmes, suivie d'une voix gutturale en boucle. La chanson se termine sur un morceau de clavier inspiré de musique classique soutenu par un autre solo de synthétiseur.

## Popularité
Le magazine Spin a classé When Doves Cry le 6e plus grand single de tous les temps. En 2004, Rolling Stone a classé le titre à la 52e position dans sa liste des « 500 plus grandes chansons de tous les temps » (ce qui rend la chanson la mieux classée des années 1980 après The Message du groupe Grandmaster Flash). En 2021, elle se hisse à la 37e place du même classement. La chaîne musicale VH1 a classé When Doves Cry 5e des « 100 plus grandes chansons des années 80 » (The 100 Greatest Songs of the '80s).

## Vidéo clip
Un clip a été tourné pour la chanson et a été réalisé par Prince lui-même, la vidéo a été diffusée en juin 1984 sur MTV. Le clip vidéo démarre par l'ouverture d'une double porte avec des colombes blanches qui surgissent et Prince fait son apparition dans une baignoire au fond d'une pièce. Il inclut aussi des scènes entrecoupées du film Purple Rain avec des prises du groupe The Revolution jouant et dansant dans une salle blanche. La dernière partie de la vidéo comporte un miroir cadrant la moitié gauche de l'image, créant ainsi un effet de doublage. La vidéo a été nommée au MTV Video Music Award de la meilleure chorégraphie en 1985.

## Dans les médias
- Dans l'épisode Le Citron de la discorde de la série Les Simpson, Milhouse Van Houten rencontre son homologue à Shelbyville et dit : « I guess this is what it feels like when doves cry. » ((fr) : « Alors comme ça c’est ce que ça fait quand les colombes pleurent… »).
- La version When Doves Cry de Patti Smith a été utilisée dans le film de Sofia Coppola Lost in Translation.
- Snoop Dogg a recréé la fin du clip l'original When Doves Cry à mi-chemin de son clip Sensual Seduction.
- On peut entendre le titre When Doves Cry en fond sonore dans le sketche des Inconnus, Lunettes Noires.
- On peut entendre une reprise de When Doves Cry, chantée par Quindon Tarver, dans le film Roméo et Juliette.

## Liste des titres
| Vinyle 12" (45 tours) - Warner Bros. Records 920 228-0 | Vinyle 12" (45 tours) - Warner Bros. Records 920 228-0                                                             | Vinyle 12" (45 tours) - Warner Bros. Records 920 228-0 | Vinyle 12" (45 tours) - Warner Bros. Records 920 228-0 | Vinyle 12" (45 tours) - Warner Bros. Records 920 228-0 | Vinyle 12" (45 tours) - Warner Bros. Records 920 228-0 | Vinyle 12" (45 tours) - Warner Bros. Records 920 228-0 | Vinyle 12" (45 tours) - Warner Bros. Records 920 228-0 | Vinyle 12" (45 tours) - Warner Bros. Records 920 228-0 | Vinyle 12" (45 tours) - Warner Bros. Records 920 228-0 |
| No                                                     | Titre | Durée                                                  |                                                        |                                                        |                                                        |                                                        |                                                        |                                                        |                                                        |
| ------------------------------------------------------ | --- | ------------------------------------------------------ | ------------------------------------------------------ | ------------------------------------------------------ | ------------------------------------------------------ | ------------------------------------------------------ | ------------------------------------------------------ | ------------------------------------------------------ | ------------------------------------------------------ |
| A.                                                     | When Doves Cry | 5:30                                                   |                                                        |                                                        |                                                        |                                                        |                                                        |                                                        |                                                        |
| B.                                                     | 17 Days (The Rain Will Come Down, Then U Will Have 2 Choose. If U Believe Look 2 The Dawn And U Shall Never Lose.) | 3:54                                                   |                                                        |                                                        |                                                        |                                                        |                                                        |                                                        |                                                        |
| 9:24                                                   | |                                                        |                                                        |                                                        |                                                        |                                                        |                                                        |                                                        |                                                        |

| Vinyle 12" (33 tours ⅓) - Warner Bros. Records PRO-A-2139 | Vinyle 12" (33 tours ⅓) - Warner Bros. Records PRO-A-2139 | Vinyle 12" (33 tours ⅓) - Warner Bros. Records PRO-A-2139 | Vinyle 12" (33 tours ⅓) - Warner Bros. Records PRO-A-2139 | Vinyle 12" (33 tours ⅓) - Warner Bros. Records PRO-A-2139 | Vinyle 12" (33 tours ⅓) - Warner Bros. Records PRO-A-2139 | Vinyle 12" (33 tours ⅓) - Warner Bros. Records PRO-A-2139 | Vinyle 12" (33 tours ⅓) - Warner Bros. Records PRO-A-2139 | Vinyle 12" (33 tours ⅓) - Warner Bros. Records PRO-A-2139 | Vinyle 12" (33 tours ⅓) - Warner Bros. Records PRO-A-2139 |
| No                                                        | Titre                                                     | Durée                                                     |                                                           |                                                           |                                                           |                                                           |                                                           |                                                           |                                                           |
| --------------------------------------------------------- | --------------------------------------------------------- | --------------------------------------------------------- | --------------------------------------------------------- | --------------------------------------------------------- | --------------------------------------------------------- | --------------------------------------------------------- | --------------------------------------------------------- | --------------------------------------------------------- | --------------------------------------------------------- |
| A.                                                        | When Doves Cry (Long Version)                             | 5:52                                                      |                                                           |                                                           |                                                           |                                                           |                                                           |                                                           |                                                           |
| AA.                                                       | When Doves Cry (Short Version)                            | 3:49                                                      |                                                           |                                                           |                                                           |                                                           |                                                           |                                                           |                                                           |
| 9:41                                                      |                                                           |                                                           |                                                           |                                                           |                                                           |                                                           |                                                           |                                                           |                                                           |

## Charts
| Pays             | Chart                 | Meilleure position | Nombre de semaines | Réf    |
| ---------------- | --------------------- | ------------------ | ------------------ | ------ |
| Autriche         | Ö3 Austria Top 40     | 19                 | 2                  | [ 9 ]  |
| États-Unis       | Billboard Hot 100     | 1                  | 21                 | [ 2 ]  |
| États-Unis       | Hot R&B/Hip-Hop Songs | 1                  |                    | [ 3 ]  |
| États-Unis       | Hot Dance Club Songs  | 1                  |                    | [ 3 ]  |
| France           | SNEP                  | 32                 | 7                  | [ 10 ] |
| Norvège          | VG-lista              | 10                 | 1                  | [ 11 ] |
| Nouvelle-Zélande | RIANZ                 | 2                  | 17                 | [ 12 ] |
| Pays-Bas         | MegaCharts            | 6                  | 14                 | [ 13 ] |
| Royaume-Uni      | UK Singles Chart      | 4                  | 15                 | [ 14 ] |
| Suède            | Sverigetopplistan     | 18                 | 1                  | [ 15 ] |
| Suisse           | Swiss Music Charts    | 17                 | 9                  | [ 16 ] |